# Nineveh, New York
Nineveh är en liten ort i den amerikanska delstaten New York med omkring femtio hushåll vid Susquehanna River. Det är en del av staden Colesville i Broome County. Nineveh är även en del av Binghamtons storstadsområde. Orten ligger längs järnvägen Delaware and Hudson Railroad.
Nineveh är känt som hem för Johnny Hart, tecknare och författare till B.C. och medförfattare och tecknare, med Brant Parker, till Trollkarlen från Id, två serier som publiceras i många länder över hela världen. New York State Route 7 är huvudvägen genom Nineveh och går parallellt med Susquehanna River. Ninevehs presbyterianska kyrka ligger vid Route 7; detta är den kyrka som Johnny Hart tillhörde.
I juni 2006 inträffade en översvämning som drabbade Nineveh. Susquehanna River steg över flodbankarna och täckte en lång sträcka av Route 7. Nästan varenda byggnad vid Route 7 i Nineveh fick källarvåningarna översvämmade. Äldre invånare berättade att den enda översvämning med samma omfattning och skador som den 2006 inträffade 1935. 
Nineveh i New York har fått sitt namn efter det gamla Nineve, den viktigaste staden vid floden Tigris i det gamla kungariket Assyrien.